# Asparagus richardsiae
Asparagus richardsiae är en sparrisväxtart som beskrevs av Sebsebe Demissew. Asparagus richardsiae ingår i släktet sparrisar, och familjen sparrisväxter.
Artens utbredningsområde är Zambia. Inga underarter finns listade i Catalogue of Life.